# Czernyola bisignata
Czernyola bisignata är en tvåvingeart som beskrevs av Mcalpine 1960. Czernyola bisignata ingår i släktet Czernyola och familjen träflugor. Inga underarter finns listade i Catalogue of Life.